# 小林雛
小林雛（日语： Kobayashi Hiyoko，11月14日—），日本漫畫家、插畫家。

## 人物
- 11月14日出生。A型血。可愛事物研究家[1]。
- 喜歡的食物：蒸餾酒、干貝、水煮蛋[2]。
- 無與倫比的偶像迷，其品味從早安少女組。、ANGERME到篠崎愛、Perfume都有。經常參加現場音樂會並在自己的部落格上進行報導。另外，ANGERME在《週刊Young Jump》每週的目錄頁尾評論中談到了團體的號召力（這是雜誌頁尾最長的評論）。
- 愛貓人士，常在本身作品中出現。
- 喜歡昭和劇、古代日本電影、時代劇[3]。
- 職業摔角手中西學的忠實粉絲。

## 作品列表

### 漫畫
- （講談社，《Young Magazine Uppers（日语：ヤングマガジンアッパーズ）》，全2冊）
- PERIDOT（日语：PERIDOT）（講談社，《Young Magazine Uppers》，全6冊）
- 我太太是高中生（集英社，《週刊YOUNG JUMP》，全13冊）
- 撞到笨蛋的天使（日语：バカとボイン）（集英社，《週刊YOUNG JUMP》→《月刊YOUNG JUMP（日语：月刊ヤングジャンプ）》，全5冊）
- （講談社，《月刊Dragon Magazine》發表／未完）
- Oui Chef！（日语：Oui Chef!）（原作：城荒木（日语：城アラキ），集英社，《Super Jump》特別編輯2011年2月25日增刊號→《GRAND JUMP PREMIUM（日语：グランドジャンプPREMIUM）》，已出版1冊）
- 青春水球社（講談社，《週刊Young Magazine》2012年33號—2020年6號，全18冊）
- 在南國成長 in 沖繩 ～戀愛故事～（日语：南国育ち）（原作：平和，《月刊Young Magazine（日语：月刊Young Magazine）》2017年12號—不明）

### 短篇
- （集英社，《週刊PLAYBOY》2010年16號，彩頁圖）[4]
- 青梅竹馬明日香（集英社，《週刊YOUNG JUMP》2010年20號，8頁彩頁圖）

### 畫冊
- HIYOKO VOICE（講談社，e-manga（日语：e-manga），全1冊）
- 2002年HIYOKO VOICE月曆（講談社，2001年12月）—預購限量版產品
- Offset 平版印刷（集英社）—限量版親筆簽名產品
- HIYOKO BRAND 小林雛畫集（集英社，2005年9月30日）

### 遊戲（人物設定）
- CANCAN BUNNY EXTRA（部分）
- 卒業II ～Neo Generation～
- Refrain Love（日语：リフレインラブ）
- PRIME GIRL（形象插圖）[5]

### 遊戲（插圖）
- 地下城主 賽龍俱樂部—包裝（封套）插圖

### 插畫
- MARU勝PC Engine（日语：マル勝PCエンジン）—各篇文章插圖。
- 東北禁道士（富士見Fantasia文庫）—大林健司的小說。
- 蓬萊學園RPG—蓬萊83分署（日语：蓬萊学園）（富士見Dragon Book（日语：富士見ドラゴンブック））
- 我太太是高中生（Super Dash文庫）－原作小說化。著作者館山綠（日语：館山緑）。

## 外部連結
- 小林雛的官方個人網站 （日語）
- （日語）—小林雛的官方個人部落格。
- Little Information （日語）
- 小林雛的X（前Twitter） （日語）